# Sally Barsosio
Sally Barsosio (Kenia, 21 de marzo de 1978) es una atleta keniana, especializada en la prueba de 10000 m en la que llegó a ser campeona mundial en 1993.

## Carrera deportiva
En el Mundial de Atenas 1997 ganó la medalla de oro en los 10000 metros, con un tiempo de 31:32.92 segundos, llegando a la meta por delante de la portuguesa Fernanda Ribeiro y la japonesa Masako Chiba.